# 59. National Hockey League All-Star Game
Das 59. National Hockey League All-Star Game fand am 29. Januar 2012 im Scotiabank Place, der Heimspielstätte der Ottawa Senators, in der kanadischen Hauptstadt Ottawa in der Provinz Ontario statt. 

## Wahl der Teilnehmer
Die ersten sechs teilnehmenden Spieler für das All-Star Game wurden mittels Fanvotum ermittelt. Erik Karlsson, Verteidiger der gastgebenden Ottawa Senators, erhielt mit 939.591 Stimmen die meisten und wurde gemeinsam mit seinen Teamkollegen, die beiden Flügelstürmer Milan Michálek und Daniel Alfredsson sowie Mittelstürmer Jason Spezza, in die Veranstaltung gewählt. Torwart Tim Thomas von den Boston Bruins und Toronto-Maple-Leafs-Verteidiger Dion Phaneuf komplettierten die sechs per Fanvotum teilnehmenden Spieler.
Die weiteren 36 Spieler für das All-Star Game wurden von der National Hockey League bestimmt und gemeinsam mit zwölf Rookies, die am 28. Januar 2012 an der Skills Competition teilnehmen, am 12. Januar 2012 bekanntgegeben. Die beiden Teams beim All-Star Game umfassen jeweils drei Torhüter, sechs Verteidiger und zwölf Stürmer. Die Kapitäne wurden bei einer Spielerwahl, welche am 18. Januar 2012 stattfand, bestimmt. Als Kapitäne wurden Daniel Alfredsson und Zdeno Chára gewählt. Beim sogenannten „Player Fantasy Draft“ am 26. Januar 2012 stellten die beiden Kapitäne und Assistenzkapitäne aus den restlichen wählbaren Akteuren die Teams zusammen. Beim NHL All-Star Game traten folglich die beiden Teams unter dem Namen Team Alfredsson vs. Team Chára an.

## Mannschaften
| #           | Land               | Spieler               | Pos.                 | Team                |
| Torhüter    |                    |                       |                      |                     |
| 30          | Schweden           | Henrik Lundqvist – A  | Henrik Lundqvist – A | New York Rangers    |
| 32          | Vereinigte Staaten | Jonathan Quick        | Jonathan Quick       | Los Angeles Kings   |
| 1           | Kanada             | Brian Elliott         | Brian Elliott        | St. Louis Blues     |
| Verteidiger |                    |                       |                      |                     |
| 65          | Schweden           | Erik Karlsson         | Erik Karlsson        | Ottawa Senators     |
| 58          | Kanada             | Kris Letang           | Kris Letang          | Pittsburgh Penguins |
| 6           | Kanada             | Shea Weber            | Shea Weber           | Nashville Predators |
| 5           | Kanada             | Daniel Girardi        | Daniel Girardi       | New York Rangers    |
| 3           | Vereinigte Staaten | Keith Yandle          | Keith Yandle         | Phoenix Coyotes     |
| 23          | Schweden           | Alexander Edler       | Alexander Edler      | Vancouver Canucks   |
| Angreifer   |                    |                       |                      |                     |
| 11          | Schweden           | Daniel Alfredsson – C | RW                   | Ottawa Senators     |
| 19          | Kanada             | Jason Spezza          | C                    | Ottawa Senators     |
| 28          | Kanada             | Claude Giroux         | C                    | Philadelphia Flyers |
| 91          | Kanada             | Steven Stamkos        | C                    | Tampa Bay Lightning |
| 22          | Schweden           | Daniel Sedin          | LW                   | Vancouver Canucks   |
| 9           | Tschechien         | Milan Michálek        | LW                   | Ottawa Senators     |
| 33          | Schweden           | Henrik Sedin          | C                    | Vancouver Canucks   |
| 18          | Kanada             | James Neal            | LW                   | Pittsburgh Penguins |
| 91          | Kanada             | John Tavares          | C                    | New York Islanders  |
| 19          | Kanada             | Scott Hartnell        | LW                   | Philadelphia Flyers |
| 29          | Kanada             | Jason Pominville      | RW                   | Buffalo Sabres      |
| 39          | Kanada             | Logan Couture         | C                    | San Jose Sharks     |

| #           | Land               | Spieler           | Pos.            | Team                |
| Torhüter    |                    |                   |                 |                     |
| 30          | Vereinigte Staaten | Tim Thomas        | Tim Thomas      | Boston Bruins       |
| 31          | Kanada             | Carey Price       | Carey Price     | Montréal Canadiens  |
| 35          | Vereinigte Staaten | Jimmy Howard      | Jimmy Howard    | Detroit Red Wings   |
| Verteidiger |                    |                   |                 |                     |
| 33          | Slowakei           | Zdeno Chára – C   | Zdeno Chára – C | Boston Bruins       |
| 44          | Finnland           | Kimmo Timonen     | Kimmo Timonen   | Philadelphia Flyers |
| 20          | Vereinigte Staaten | Ryan Suter        | Ryan Suter      | Nashville Predators |
| 51          | Kanada             | Brian Campbell    | Brian Campbell  | Florida Panthers    |
| 3           | Kanada             | Dion Phaneuf      | Dion Phaneuf    | Toronto Maple Leafs |
| 6           | Kanada             | Dennis Wideman    | Dennis Wideman  | Washington Capitals |
| Angreifer   |                    |                   |                 |                     |
| 19          | Kanada             | Joffrey Lupul – A | RW              | Toronto Maple Leafs |
| 13          | Russland           | Pawel Dazjuk      | C               | Detroit Red Wings   |
| 71          | Russland           | Jewgeni Malkin    | C               | Pittsburgh Penguins |
| 81          | Slowakei           | Marián Hossa      | RW              | Chicago Blackhawks  |
| 10          | Kanada             | Corey Perry       | RW              | Anaheim Ducks       |
| 81          | Vereinigte Staaten | Phil Kessel       | RW              | Toronto Maple Leafs |
| 88          | Vereinigte Staaten | Patrick Kane      | RW              | Chicago Blackhawks  |
| 12          | Kanada             | Jarome Iginla     | RW              | Calgary Flames      |
| 10          | Slowakei           | Marián Gáborík    | RW              | New York Rangers    |
| 14          | Kanada             | Jordan Eberle     | RW              | Edmonton Oilers     |
| 19          | Kanada             | Tyler Seguin      | C               | Boston Bruins       |
| 14          | Kanada             | Jamie Benn        | LW              | Dallas Stars        |

### All-Star-Game
| 29. Januar 2012 16:00 Uhr (Ortszeit) | Team Alfredsson Jason Spezza (10:36) Henrik Sedin (12:51) John Tavares (13:49) Jason Pominville (27:17) Daniel Alfredsson (34:33) Daniel Alfredsson (36:04) Milan Michálek (45:21) Claude Giroux (49:40) Daniel Sedin (54:20) | 9:12 (3:3, 3:3, 3:6) Spielbericht | Team Chára Marián Gáborík (4:34) Jewgeni Malkin (5:38) Marián Gáborík (10:09) Marián Gáborík (21:23) Joffrey Lupul (23:33) Patrick Kane (38:24) Phil Kessel (44:12) Jarome Iginla (47:45) Marián Hossa (52:04) Zdeno Chára (52:20) Corey Perry (53:26) Joffrey Lupul (55:33) | Scotiabank Place, Ottawa Zuschauer: 20.510 |

## SuperSkills Competition
Die Molson Canadian NHL All-Star Skills Competition fand am 28. Januar 2012 statt. Zdeno Chára von den Boston Bruins schaffte den Bestwert für den härtesten Schuss mit 108,8 Meilen pro Stunde (Mph) (175,10 Kilometer pro Stunde (km/h)). Den Shootout gewann Tampas Steven Stamkos, der alle drei Versuche im Tor unterbrachte. Carl Hagelin von den New York Rangers war der schnellste Läufer, während Ottawas Colin Greening den zweiten Platz belegte. Die Breakaway Challenge gewann der Amerikaner Patrick Kane und löste damit Seriensieger Alexander Owetschkin ab.

## Rookies
| #           | Land               | Spieler        | Pos.         | Team                |
| Verteidiger |                    |                |              |                     |
| 28          | Vereinigte Staaten | Justin Faulk   | Justin Faulk | Carolina Hurricanes |
| Angreifer   |                    |                |              |                     |
| 14          | Kanada             | Sean Couturier | C            | Philadelphia Flyers |
| 62          | Schweden           | Carl Hagelin   | LW           | New York Rangers    |
| 25          | Kanada             | Nick Johnson   | RW           | Minnesota Wild      |
| 24          | Kanada             | Matt Read      | RW           | Philadelphia Flyers |
| 15          | Vereinigte Staaten | Craig Smith    | C            | Nashville Predators |

| #           | Land     | Spieler           | Pos.         | Team                  |
| Verteidiger |          |                   |              |                       |
| 61          | Schweiz  | Raphael Diaz      | Raphael Diaz | Montréal Canadiens    |
| Angreifer   |          |                   |              |                       |
| 72          | Kanada   | Luke Adam         | C            | Buffalo Sabres        |
| 14          | Kanada   | Colin Greening    | LW           | Ottawa Senators       |
| 9           | Kanada   | Cody Hodgson      | C            | Vancouver Canucks     |
| 19          | Kanada   | Ryan Johansen     | C            | Columbus Blue Jackets |
| 92          | Schweden | Gabriel Landeskog | LW           | Colorado Avalanche    |

## Weitere nominierte Spieler
Folgende Spieler konnten verletzungsbedingt oder aus persönlichen Gründen nicht am All-Star-Game teilnehmen:
Stürmer
- Mikko Koivu – Minnesota Wild
- Alexander Owetschkin – Washington Capitals
- Jonathan Toews – Chicago Blackhawks

Verteidiger
- Dustin Byfuglien – Winnipeg Jets

### Rookies
- Adam Henrique – New Jersey Devils
- Adam Larsson – New Jersey Devils
- Ryan Nugent-Hopkins – Edmonton Oilers